# Alcol 2-feniletilico
L'alcol 2-feniletilico è un composto organico contenente un anello aromatico nella sua struttura chimica, in natura appare come un liquido incolore spesso associato ad oli essenziali prodotti da molti vegetali tra cui la rosa, la menta piperita, il giacinto ed i fiori d'arancio. La molecola possiede un gruppo alcolico polare -OH che la rende debolmente solubile in acqua (2 mL/100 mL H2O), mentre si miscela facilmente in etanolo e dietiletere.
Le essenze contenenti tale molecola sono spesso usate in profumeria per ottenere diversi prodotti come profumi, saponi e detergenti profumati, in quanto determina un gradevole odore di rosa; in particolare nel sapone l'alcol feniletilico viene utilizzato per regolarne il pH. Viene anche impiegato come additivo nelle sigarette. La molecola è molto importante a livello biologico e farmaceutico per le sue proprietà antimicrobiche.

## Sintesi
Esistono molte procedure per la sintesi dell'alcol feniletilico, tra cui il metodo del reattivo di Grignard che vede la reazione tra un fenilmagnesio alogenuro (Ph-Mg-X) ed ossido di etilene e successiva acidificazione:
Un'altra reazione per ottenere alcol feniletilico è l'idratazione stereospecifica dello stirene, o ancora mediante la Reazione di Friedel-Crafts di sostituzione elettrofila sull'anello aromatico. Infine la molecola può anche essere ottenuta sfruttando il metabolismo di Saccharomyces cerevisiae, lievito in grado di convertire L-fenilalanina in feniletanolo.